# Cosmethis australasiae
Cosmethis australasiae là một loài bướm đêm trong họ Geometridae.